# Atrichonota flavipennis
Atrichonota flavipennis es una especie de coleóptero de la familia Endomychidae.

## Distribución geográfica
Habita en Birmania y la isla de Formosa.